# Tumba de Hecatomno

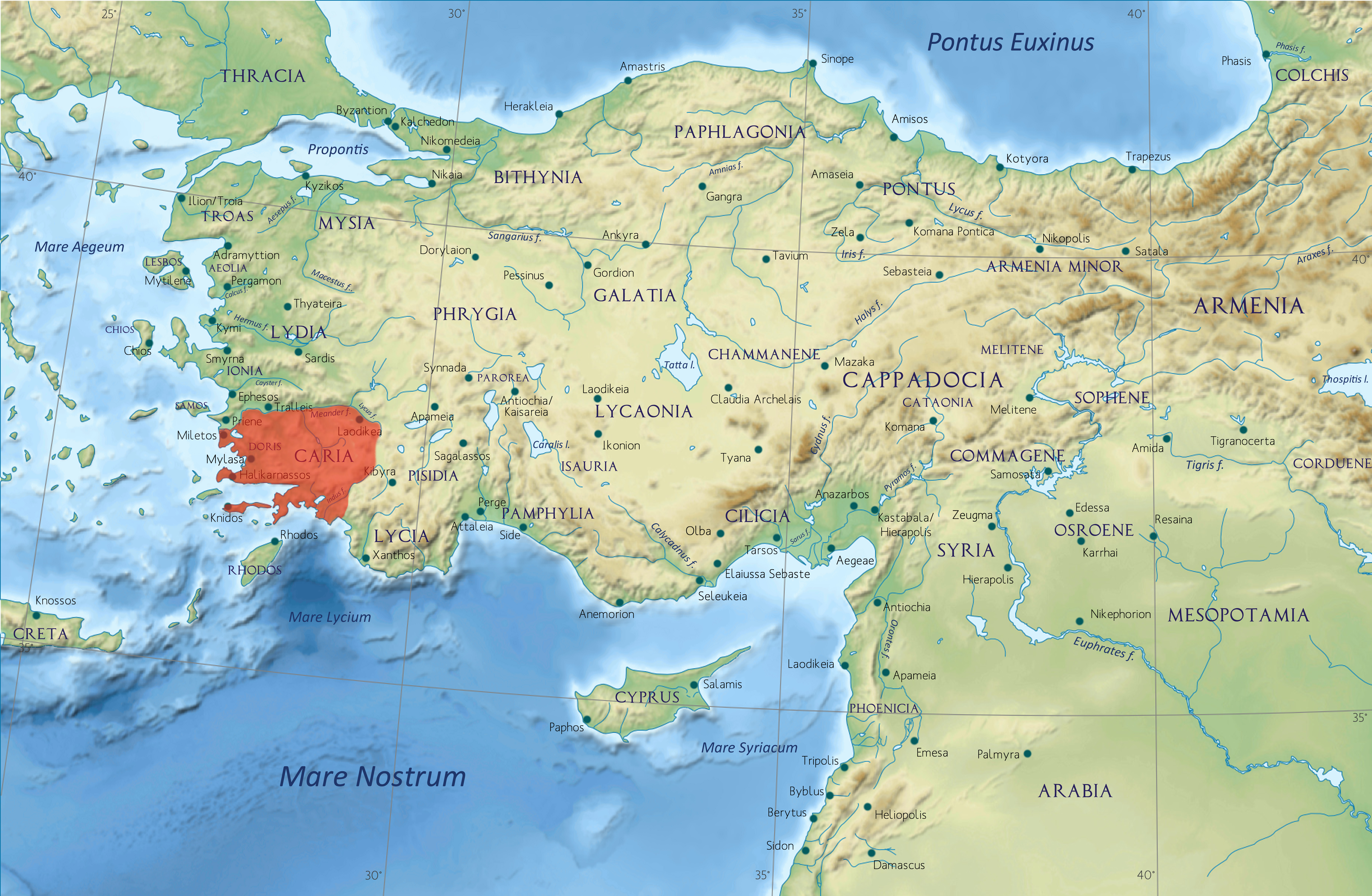
Mapa de Caria en Asia Menor.

La tumba de Hecatomno  (en griego: Ἑκατόμνος, en cario: 𐊴𐊭𐊪𐊵𐊫 k̂tmno “sub-hijo”, ¿descendiente?).  Está en el distrito Hisarbaşı de Milas, una de las ciudades más importantes de la región de Caria, ubicada en el suroeste de Anatolia. La tumba fue agregada a la Lista provisional de sitios del Patrimonio Mundial en Turquía por la UNESCO en 2012.

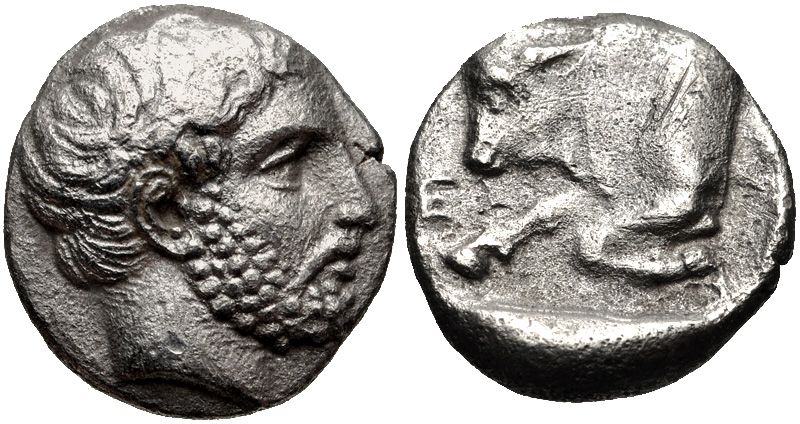
Hecatomno en una moneda.

## Biografía de Hecatomno
Hecatomno era el gobernante local de la antigua ciudad de Milasa, la actual Milas, en la región de Caria. El rey persa Artajerjes nombró a Hecatomno circa 392 a. C. para convertirse en sátrapa (gobernador provincial) de parte del Imperio aqueménida. Junto con Autofradates, que era el sátrapa de Lidia, iba a luchar contra el líder rebelde Evágoras, que quería extender su control en toda la isla de Chipre, pero perdieron la batalla naval. A Hecatomno lo convirtió Artajerjes II (rey de Persia) en el gobernante de Mileto que es uno de los asentamientos más grandes caracterizados por la cultura griega en Asia Menor. Quedó muy impresionado por la cultura griega y envió a su hijo menor a Atenas. Sin embargo, siempre mantuvo la cultura caria en su región. Además, utilizó en las monedas imágenes del jefe cario Zeus Labraundo, cuyo santuario estaba en Labraunda ,en la región de Caria.
Mausolo, que era el hijo mayor de Hecatomno, se convirtió en el nuevo sátrapa de Caria, después de la muerte de su padre.

## Características de la tumba
La tumba de Hecatomno consta de un muro témenos, una columna den su honor, un podio y una tumba. La Tumba es única porque tiene el mismo concepto que el Mausoleo de Halicarnaso, que es una de las Siete maravillas del mundo antiguo pero de un período anterior.
La tumba es uno de los monumentos más importantes de la cultura antigua y representa el culto a los muertos. Goza de un alto nivel diseño arquitectónico, y de escultura y pintura mural, por lo que tiene un lugar especial en el arte. Especialmente el friso, con su tamaño y calidad, es el único ejemplo en la Anatolia clásica y helenística.

## Saqueo de la tumba

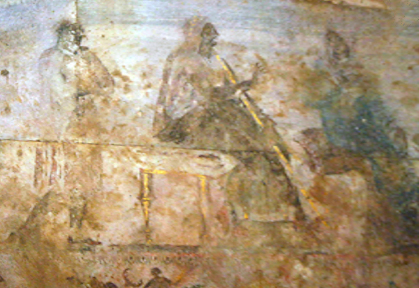
Pintura mural de la tumba.

En 2010, las autoridades turcas presenciaron una operación policial en la que varios cazadores de tesoros fueron detenidos mientras intentaban robar los tesoros históricos de la tumba. Después de las detenciones, resultó que los cazadores de tesoros ilegales utilizaron máquinas perforadoras de alta tecnología para perforar un agujero de al menos 40-50 cm de espesor en la pared de mármol de la tumba. También utilizaron 245 toneladas de agua durante el proceso para enfriar las máquinas y dejar que las aguas residuales llenaran la monumental cámara funeraria.
Tras el robo, se puso en marcha un importante estudio para detener esta destrucción. Científicos italianos, turcos y japoneses continúan trabajando en la restauración, climatización y documentación del monumento funerario. Estos trabajos son cruciales para la preservación de los bienes culturales restantes y para la identificación de los artefactos afectados. Al respecto el Dr. Kızıl dijo: «Entre los objetos utilizados en el robo se encuentran núcleos cilíndricos, llaves inglesas, tuberías, ropa y recipientes para bebidas. Los exhibiremos como ejemplo». Los servicios de inteligencia han descubierto que la corona de Hecatomno se encuentra en Escocia. En 2018, se identificó una corona de oro robada de la tumba y se acordó su devolución a Turquía.